# Fissidens sublimbatus
Fissidens sublimbatus är en bladmossart som beskrevs av Abel Joel Grout 1936. Fissidens sublimbatus ingår i släktet fickmossor, och familjen Fissidentaceae. Inga underarter finns listade i Catalogue of Life.